# Jagged Alliance 2
Jagged Alliance 2 est un jeu vidéo de tactique au tour par tour en 3D isométrique, auquel viennent s'ajouter certains éléments de jeu de rôle, développé par Sir-Tech Canada et publié TalonSoft en 1999, soit un an après Commandos : Derrière les lignes ennemies dont il reprend certains éléments du système de jeu.

## Synopsis
Si Jagged Alliance 2 n'est pas la suite chronologique du premier épisode, un grand nombre de personnages en sont issus.
Arulco est un minuscule état imaginaire, vraisemblablement situé en Amérique centrale, dont la richesse réside dans ses mines d'or et d'argent. Chose curieuse pour un pays de cette région du globe, c'est une monarchie constitutionnelle. Le prince légitime, Enrico Chivaldori, a dû s'exiler à l'étranger après la mort de son père, assassiné par sa belle-mère, une femme opportuniste et sans scrupules : Deidranna Reitman.
Cette dernière instaure ensuite une dictature sanglante et cruelle, exploitant le pays jusqu'à l'épuisement. Depuis sa retraite, Enrico engage un expert (le joueur) pour qu'il aide la résistance, menée par Miguel Cordonna, à renverser l'usurpatrice. Au joueur donc de recruter les membres d'un commando mercenaire qui ira se frayer un chemin jusqu'au palais de Deidranna pour l'abattre.

## L'AIM
Présente à travers tous les épisodes des "Jagged Alliance", l'AIM (Association Internationale des Mercenaires) est une sorte d'agence d'intérim pour soldat de fortune. On y trouve de tout : du sniper minutieux à l'artificier psychopathe, en passant par l'infirmière de terrain coquette et le soldat russe asocial. Certains sont polyvalents, d'autres très spécialisés (voir plus loin).
À noter que l'AIM n'est pas le seul endroit pour recruter des mercenaires. Le joueur pourra également trouver des volontaires parmi la résistance et la population locales, ainsi qu'une autre organisation : le MERC. Il peut aussi envoyer son propre avatar sur le terrain, bien que sa mort éventuelle n'entraîne pas de game over.

## Système de jeu
L'interface principale du jeu prend la forme d'un pseudo écran d'ordinateur portable présentant une carte tactique, et des liens internet vers l'AIM pour le recrutement et vers "Bobby Ray" un site de vente en ligne d'armes et de matériel militaire. La carte tactique permet de visualiser tout Arulco, découpé en secteurs. Il y a sept villes (Omerta, Drassen, Cambria, Chitzena, Grumm, Alma, et Balime) plus la capitale, Meduna. Les plus petites s'étendent sur deux secteurs seulement, la plus grande sur six. Le but est de reprendre toutes les villes, en se déplaçant de secteur en secteur, des mains de l'armée de Deidranna, afin de récupérer la puissance de feu nécessaire pour venir l'assiéger dans son palais.
Lorsque l'équipe pénètre dans un secteur occupé par l'ennemi, le jeu passe en vue « sur le terrain », et en tour par tour pour l'affrontement. De nombreuses possibilités ont été prises en compte ; comme le fait de s'allonger pour mieux viser, grimper sur les toits, se cacher dans l'ombre...
Une fois qu'on s'est emparé d'une ville, il faut la conserver, surtout que l'exploitation minière dans chacune d'elles constitue la seule ressource financière. On peut alors former une milice de défense, pour repousser les contre-attaques ennemies.
Tout comme dans un RPG, les personnages gagnent des niveaux d'expérience, se procurent de nouvelles armes, et progressent dans leurs compétences par la pratique. Chaque mercenaire est décrit par cinq caractéristiques physiques :
- Santé : directement le nombre de point de vie
- Agilité : capacité à se déplacer vite et sans bruit
- Force : pour porter des charges lourdes et pour frapper plus fort au corps à corps
- Dextérité : capacité à effectuer des actions précises rapidement (crochetage, désamorçage...)
- Sagesse : capacité à apprendre. Une sagesse élevée permet de progresser plus rapidement.

Puis viennent les caractéristiques techniques :
- Tir : précision aux armes à feu
- Commandement : rapidité à former la milice
- Mécanique : réparation/fabrication d'équipement
- Explosif : amorçage/désamorçage/fabrication d'engins explosifs
- Médecine : capacité à soigner les blessures vite et bien

Ces compétences sont estimées sur une échelle de 0 à 100, et certaines sont complémentaires. Indépendamment de cela, certains mercenaires ont un don qui leur permet d'exceller dans certains domaines (bonus à la réussite)
- Armes automatiques (meilleur contrôle des tirs en rafale)
- Armes lourdes (meilleure précision avec les bazookas, lance-grenade, mortiers)
- Crochetage (bonus au crochetage de serrure)
- Électronique (bonus à la fabrication de certains objets)
- Armes blanches (bonus au combat avec des couteaux)
- Arts martiaux (bonus au corps à corps)
- Combat à main nues (bonus au corps à corps)
- Enseigner (bonus à la formation de la milice/des autres mercenaires)
- Lancer (meilleure précision au lancer de couteau, de grenades...)
- Furtivité (bonus au déplacement furtif)
- Opération de nuit (meilleur champ de vision la nuit)
- Tir depuis le toit (bonus au toucher depuis une position élevée)

L'un des principaux attraits de Jagged Alliance est que chaque personnage à son petit caractère bien à lui. Certains s'apprécient, d'autres au contraire se haïssent, parfois au point de ne pas renouveler leur contrat. Un commandant avisé doit prendre garde à ces incompatibilités d'humeur. Sans compter ceux qui sont vraiment fous et peuvent avoir des réactions inattendues en combat...